# NGC 3245A
NGC 3245A is een balkspiraalstelsel in het sterrenbeeld Leeuw. Het hemelobject werd op 11 april 1785 ontdekt door de Duits-Britse astronoom William Herschel.

## Synoniemen
- UGC 5662
- MCG 5-25-12
- ZWG 154.16
- FGC 1069
- PGC 30714